# Championnat de France des rallyes 2022
Navigation
2021 2023
Le Championnat de France des rallyes 2022, 56e édition organisée par la Fédération Française du Sport Automobile, se dispute du 17 mars au 27 novembre 2022 sur 9 épreuves « asphalte » et 6 épreuves « terre ».

## Épreuves
| Manche | Date           | Rallye                            | Vainqueur        | Copilote          | Voiture                     |
| ------ | -------------- | --------------------------------- | ---------------- | ----------------- | --------------------------- |
| 1      | 17-19 mars     | Rallye du Touquet-Pas-de-Calais   | Nicolas Ciamin   | Yannick Roche     | Hyundai i20 N Rally2 (en)   |
| 2      | 28-30 avril    | Rallye Rhône-Charbonnières        | Quentin Giordano | Kevin Parent      | Volkswagen Polo GTI R5 (en) |
| 3      | 19-22 mai      | Rallye Antibes Côte d'Azur        | Yoann Bonato     | Benjamin Boulloud | Citroën C3 R5 (en)          |
| 4      | 9-11 juin      | Rallye Vosges - Grand Est         | Quentin Giordano | Kevin Parent      | Volkswagen Polo GTI R5      |
| 5      | 7-9 juillet    | Rallye Aveyron Rouergue Occitanie | Yoann Bonato     | Benjamin Boulloud | Citroën C3 R5               |
| 6      | 8-10 septembre | Rallye Mont-Blanc Morzine         | Yoann Bonato     | Benjamin Boulloud | Citroën C3 R5               |
| 7      | 29/9-1 octobre | Rallye Cœur de France             | Yoann Bonato     | Benjamin Boulloud | Citroën C3 R5               |
| 8      | 27-29 octobre  | Critérium des Cévennes            | Quentin Giordano | Kevin Parent      | Volkswagen Polo GTI R5      |
| 9      | 24-27 novembre | Rallye du Var                     | Nicolas Ciamin   | Yannick Roche     | Hyundai i20 N Rally2        |

| Manche | Date           | Rallye                                        | Vainqueur          | Copilote   | Voiture                     |
| ------ | -------------- | --------------------------------------------- | ------------------ | ---------- | --------------------------- |
| 1      | 1-3 avril      | Rallye Terre des Causses                      | Mathieu Franceschi | Lucie Baud | Škoda Fabia Rally2 evo (en) |
| 2      | 6-8 mai        | Rallye Castine - Terre d'Occitanie            | Mathieu Franceschi | Lucie Baud | Škoda Fabia Rally2 evo      |
| 3      | 22-24 juillet  | Rallye Terre de Langres Haute Marne           | Mathieu Franceschi | Lucie Baud | Škoda Fabia Rally2 evo      |
| 4      | 26-28 août     | Rallye Terre de Lozère                        | Mathieu Franceschi | Lucie Baud | Škoda Fabia Rally2 evo      |
| 5      | 7-9 octobre    | Rallye Terre des Cardabelles Millau - Aveyron | Mathieu Franceschi | Lucie Baud | Škoda Fabia Rally2 evo      |
| 6      | 11-13 novembre | Rallye Terre de Vaucluse                      | Mathieu Franceschi | Lucie Baud | Škoda Fabia Rally2 evo      |

| Type de rallye | Pilote             | ASA     | copilote     | ASA        |
| -------------- | ------------------ | ------- | ------------ | ---------- |
| Sur asphalte   | Quentin Giordano   | Lorrain | Kevin Parent | Séquanie   |
| Sur terre      | Mathieu Franceschi | de Nice | Lucie Baud   | Mont Blanc |

## Asphalte

### Classement

#### Attribution des points
Les points sont attribués aux 10 premiers équipages classés inscrits au championnat de France. Tous les pilotes prenant le départ scorent 2 points bonus, tous les équipages classés 3 points bonus supplémentaires (soit 5 points minimum pour chaque équipage inscrit terminant un rallye). Le plus mauvais résultat par pilote est décompté du total général.
| Position | 1er | 2e | 3e | 4e | 5e | 6e | 7e | 8e | 9e | 10e |
| Points   | 20  | 15 | 12 | 10 | 8  | 6  | 4  | 3  | 2  | 1   |

#### Classement des pilotes
| Classement | Pilote            | Équipe                 | Points |
| ---------- | ----------------- | ---------------------- | ------ |
| 1          | Quentin Giordano  | Sarrazin Motorsport    | 167    |
| 2          | Yoann Bonato      | CHL Sport Auto         | 146    |
| 3          | Nicolas Ciamin    | Hyundai 2C Compétition | 145    |
| 4          | Cédric Robert     | Team Bonneton HDG      | 115    |
| 5          | Hugo Margallian   | CHL Sport Auto         | 102    |
| 6          | William Wagner    | Sarrazin Motorsport    | 74     |
| 7          | Pierre Roché      | Team FJ                | 59     |
| 8          | Patrick Rouillard | Rouillard Patrick      | 55     |
| 9          | Eric Mauffrey     | Mauffrey Eric          | 52     |
| 10         | Sarah Rumeau      | ASA Alès               | 42     |
| 10         | Pauline Dalmasso  |                        | 42     |

Source

## Terre

### Classement

#### Attribution des points
Les points sont attribués aux 10 premiers équipages classés. Tous les pilotes prenant le départ scorent 2 points bonus, tous les équipages classés 3 points bonus supplémentaires (soit 5 points minimum pour chaque équipage inscrit terminant un rallye). En plus du classement général, les concurrents marquent des points selon leur classement par classe.
| Position | 1er | 2e | 3e | 4e | 5e | 6e | 7e | 8e | 9e | 10e |
| Points   | 20  | 15 | 12 | 10 | 8  | 6  | 4  | 3  | 2  | 1   |

| Position | 1er | 2e | 3e | 4e | 5e | 6e | 7e | 8e | 9e | 10e |
| Points   | 16  | 12 | 10 | 8  | 6  | 5  | 4  | 3  | 2  | 1   |

#### Classement des pilotes
| Classement | Pilote              | Points |
| 1          | Mathieu Franceschi  | 150    |
| 2          | Florent Todeschini  | 92     |
| 3          | Matthieu Margallian | 81     |
| 4          | Benjamin Clemencon  | 78     |
| 5          | Yannick Panagiotis  | 44     |
| 6          | Jonathan Rieu       | 42     |
| 7          | Cedric Rabasse      | 37     |
| 8          | Cyrille Feraud      | 37     |
| 9          | Frantz Comoli       | 36     |
| 10         | Quentin Ribaud      | 31     |

Sources,

## Réglementation
Pour le règlement complet des rallyes, voir ici.